# Murder (série télévisée)
Pour les articles homonymes, voir Murder.
Murder ou Meurtres à l'étude au Québec (How to Get Away with Murder) est une série télévisée américaine en 90 épisodes de 42 minutes créée par Peter Nowalk, produite par Shonda Rhimes et diffusée entre le 25 septembre 2014 et le 14 mai 2020 sur le réseau ABC et en simultané sur le réseau CTV puis sur CTV 2 au Canada.
La série évolue dans le même univers que la série Scandal avec notamment un crossover dans l'épisode 12 de la saison 7 de Scandal et dans l'épisode 13 de la saison 4 de Murder.
En France, les deux premières saisons ont été diffusées entre le 30 juin 2015 et le 16 décembre 2016 sur M6, et depuis le 19 juillet 2017 sur Téva. Elle est également disponible sur Netflix. En Belgique, la série est diffusée depuis le 4 septembre 2015 sur RTL TVI. Au Québec, la série est disponible uniquement sur la plateforme Netflix, en version française. Elle reste inédite dans les autres pays francophones. À La Réunion, la série est diffusée sur la chaîne privée réunionnaise Antenne Réunion.
Pour sa performance, Viola Davis, actrice principale, a été acclamée par la critique ; Elle est devenue la première femme noire à remporter le Primetime Emmy Award de la meilleure actrice principale dans une série dramatique, remportant également deux Screen Actors Guild Awards pour la performance exceptionnelle d’une actrice dans une série dramatique et le Image Award de la meilleure actrice dans une série dramatique. Davis a également reçu des nominations aux Golden Globe Awards de la meilleure actrice dans une série télévisée, aux Critics' Choice Awards de la meilleure actrice dans une série dramatique et à la Television Critics Association aux TCA Awards for Individual Achievement in Drama.
D’autres membres de la distribution ont également été reconnus pour leurs performances, Enoch et King recevant des nominations aux NAACP Image Awards du meilleur acteur dans un second rôle dans une série dramatique et de la meilleure actrice dans un second rôle dans une série dramatique lors de la cérémonie des NAACP Image Awards 2014. La série a également reçu un GLAAD Media Award for Outstanding Drama Series.

## Synopsis
Annalise Keating est professeure de droit pénal et avocate renommée à la tête de son propre cabinet à Philadelphie. Chaque année, quelques-uns de ses étudiants ont le privilège de travailler dans son cabinet. Mais un jour, ces derniers sont impliqués dans un meurtre…

## Distribution

### Acteurs principaux
| Acteurs         | VF                           | Personnages                                | Saisons    | Saisons    | Saisons    | Saisons    | Saisons    | Saisons    |
| Acteurs         | VF                           | Personnages                                | saison 1   | saison 2   | saison 3   | saison 4   | saison 5   | saison 6   |
| --------------- | ---------------------------- | ------------------------------------------ | ---------- | ---------- | ---------- | ---------- | ---------- | ---------- |
| Viola Davis     | Maïk Darah                   | Annalise Keating                           | Principale | Principale | Principale | Principale | Principale | Principale |
| Billy Brown     | Gilles Morvan                | Nate Lahey                                 | Principal  | Principal  | Principal  | Principal  | Principal  | Principal  |
| Alfred Enoch    | Pascal Nowak                 | Wes Gibbins / Christopher Castillo-Gibbins | Principal  | Principal  | Principal  | Invité     |            | Invité     |
| Jack Falahee    | Sébastien Desjours           | Connor Walsh                               | Principal  | Principal  | Principal  | Principal  | Principal  | Principal  |
| Katie Findlay   | Jessica Monceau              | Rebecca Sutter                             | Principale | Invitée    |            |            |            |            |
| Aja Naomi King  | Fily Keita                   | Michaela Pratt                             | Principale | Principale | Principale | Principale | Principale | Principale |
| Matt McGorry    | Damien Ferrette              | Asher Millstone                            | Principal  | Principal  | Principal  | Principal  | Principal  | Principal  |
| Karla Souza     | Sylvie Jacob                 | Laurel Castillo                            | Principale | Principale | Principale | Principale | Principale | Invitée    |
| Charlie Weber   | Raphaël Cohen                | Frank Delfino                              | Principal  | Principal  | Principal  | Principal  | Principal  | Principal  |
| Liza Weil       | Caroline Pascal (actrice)    | Bonnie Winterbottom                        | Principale | Principale | Principale | Principale | Principale | Principale |
| Conrad Ricamora | Stéphane Fourreau            | Oliver Hampton                             | Récurrent  | Récurrent  | Principal  | Principal  | Principal  | Principal  |
| Rome Flynn      | Jim Redler et Jonathan Amram | Gabriel Maddox                             |            |            |            | Invité     | Principal  | Principal  |
| Amirah Vann     | Charlotte Corréa             | Tegan Price                                |            |            |            | Récurrente | Principale | Principale |
| Timothy Hutton  | Jean-François Aupied         | Emmett Crawford                            |            |            |            |            | Principal  |            |

Photos des acteurs principaux
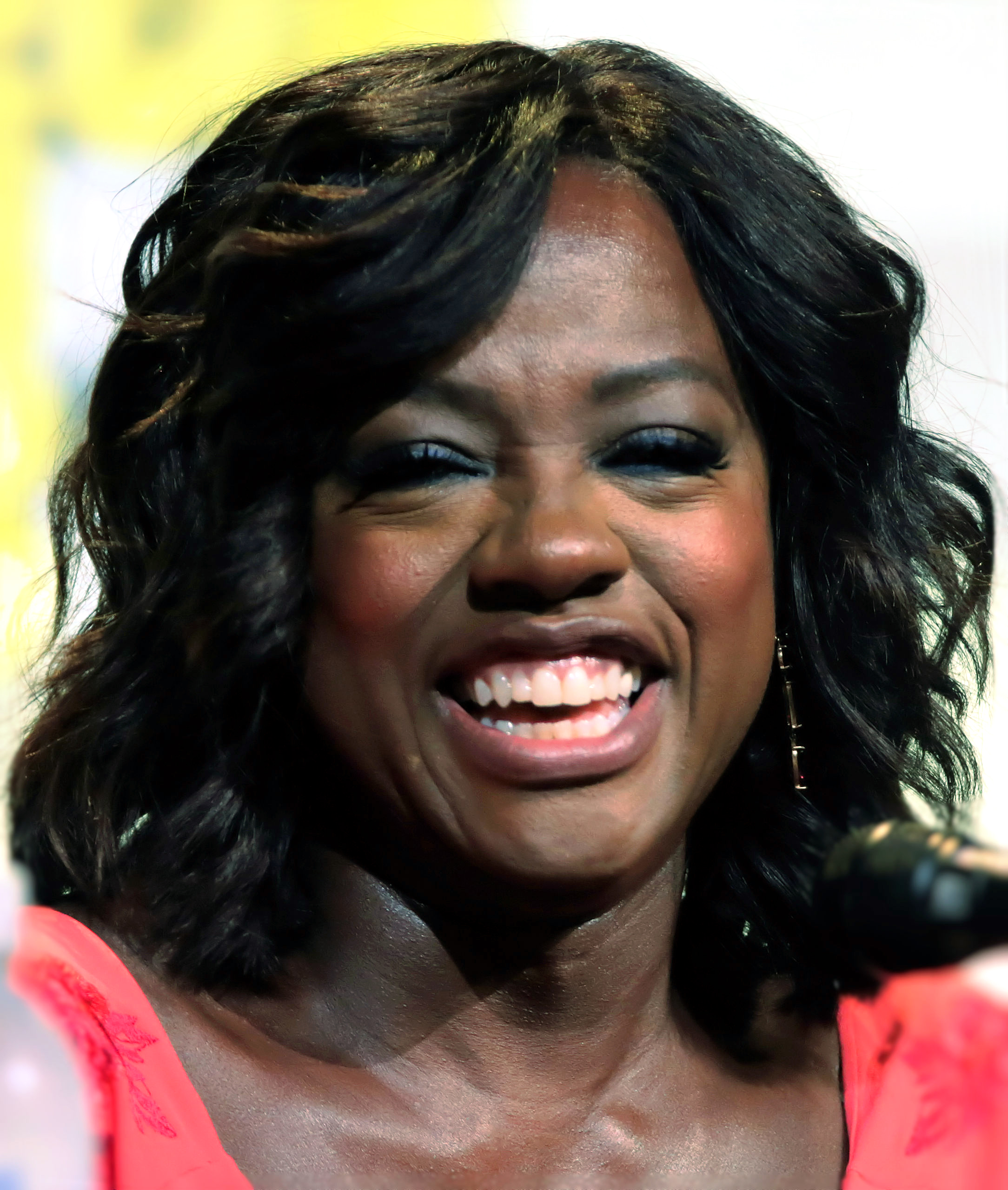
Viola Davis interprète Annalise Keating.
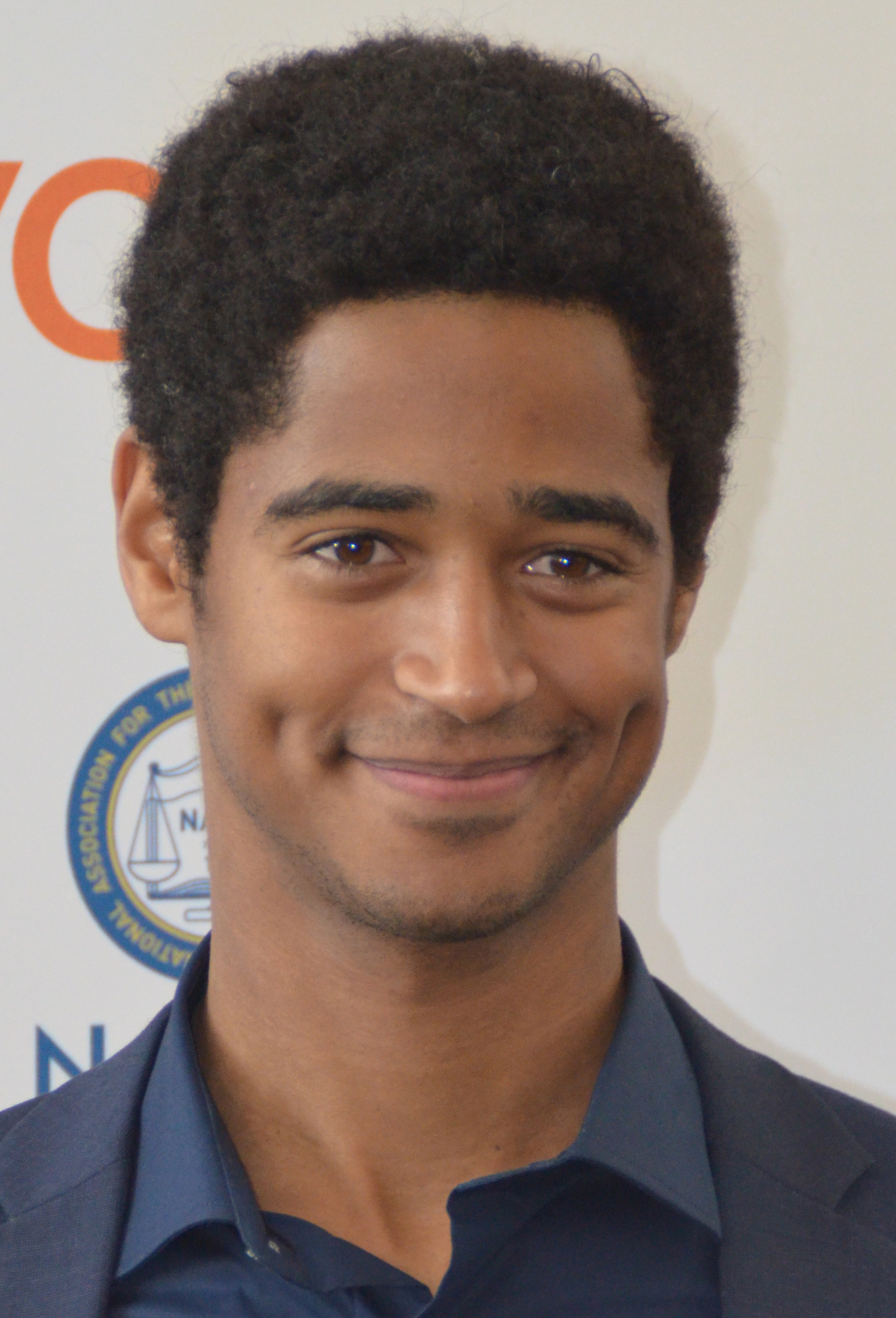
Alfred Enoch interprète Wes Gibbins.
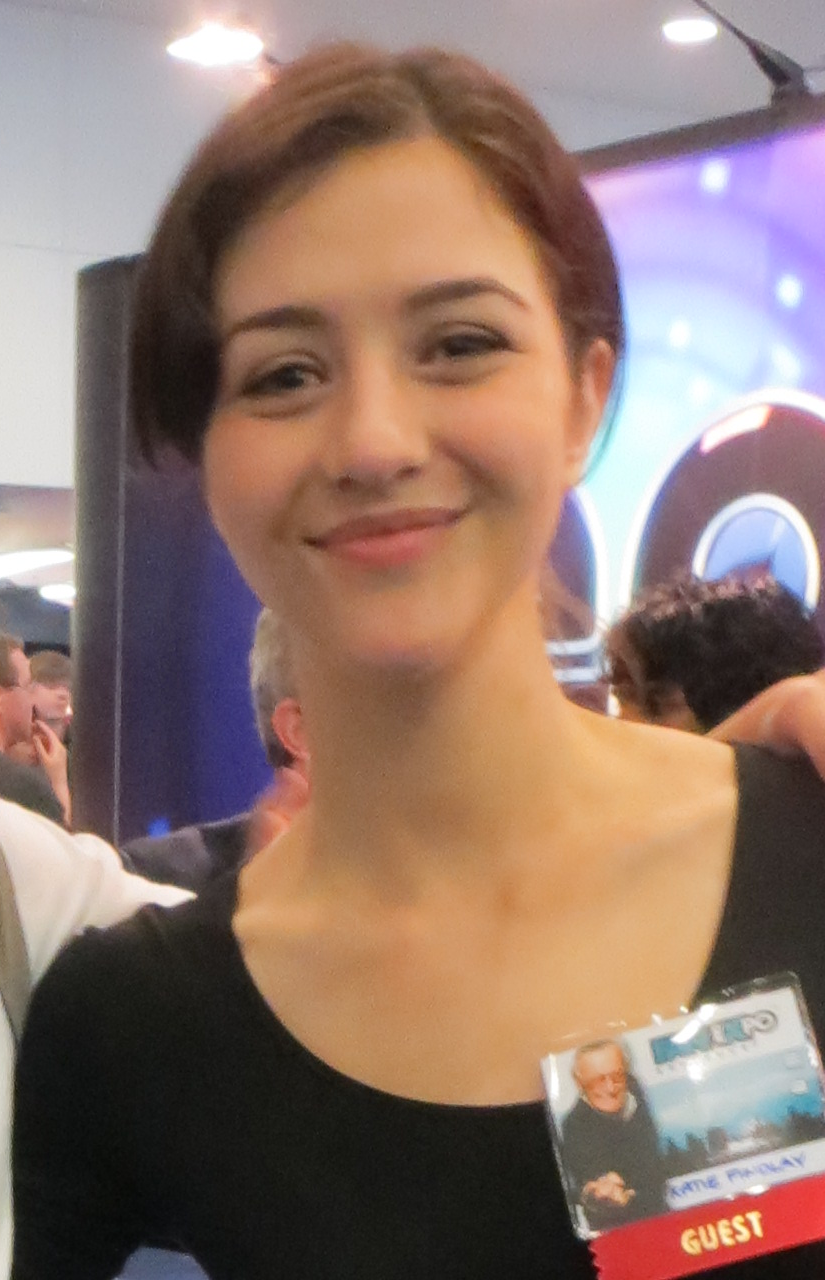
Katie Findlay interprète Rebecca Sutter.
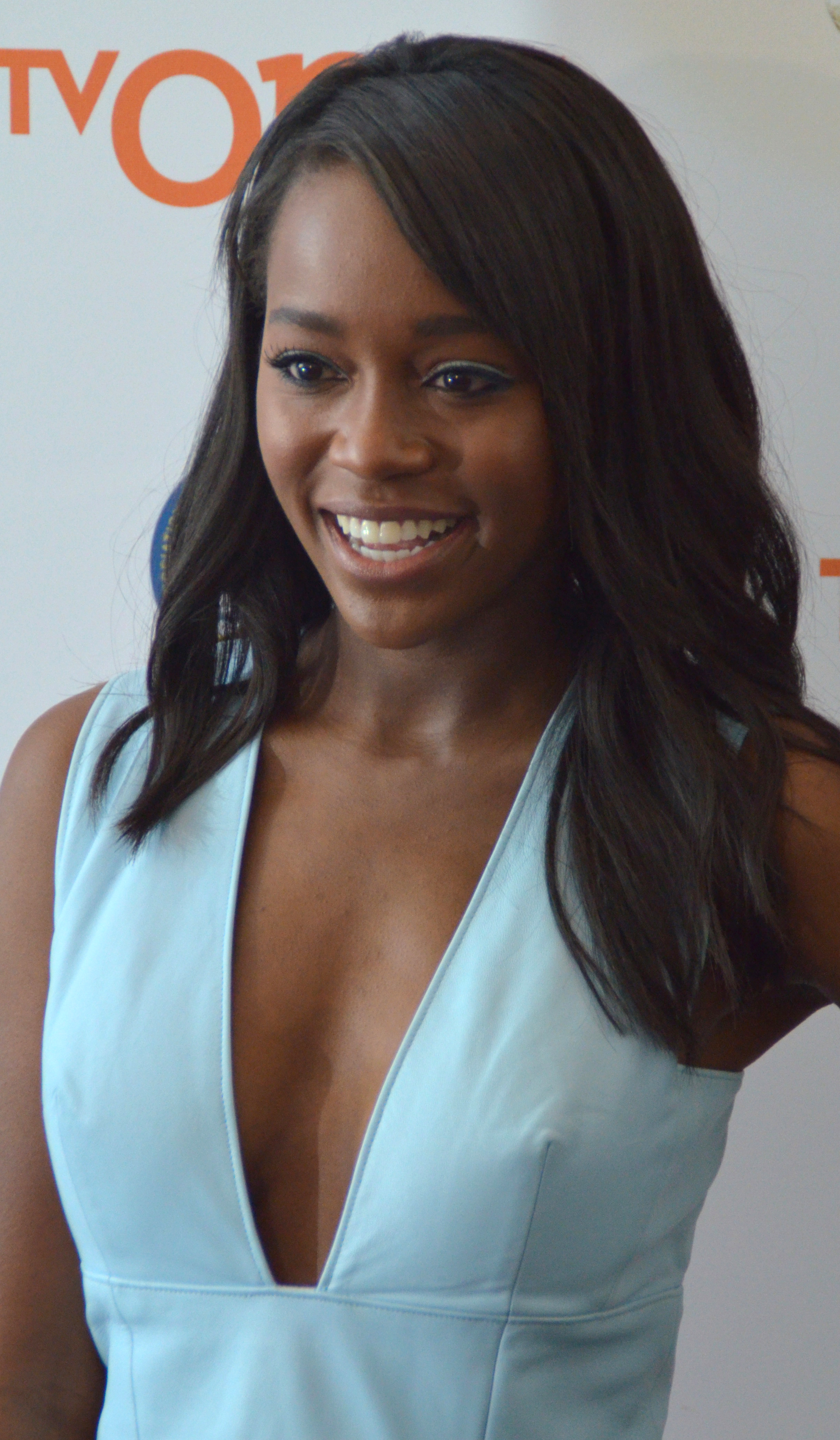
Aja Naomi King interprète Michaela Pratt.
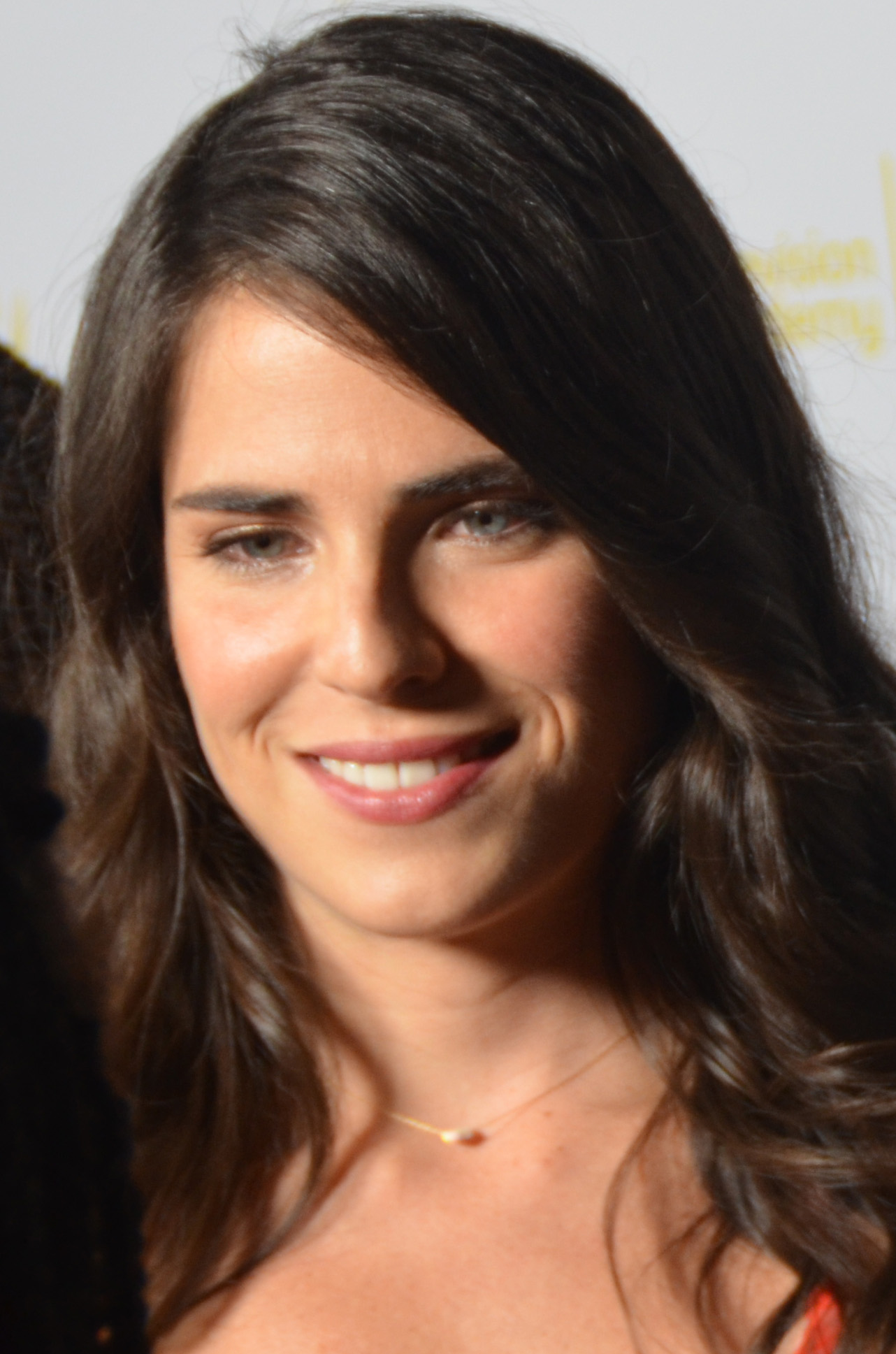
Karla Souza interprète Laurel Castillo.
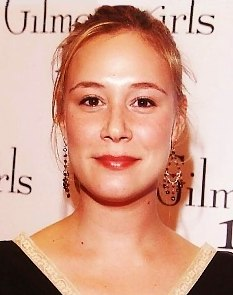
Liza Weil interprète Bonnie Winterbottom.
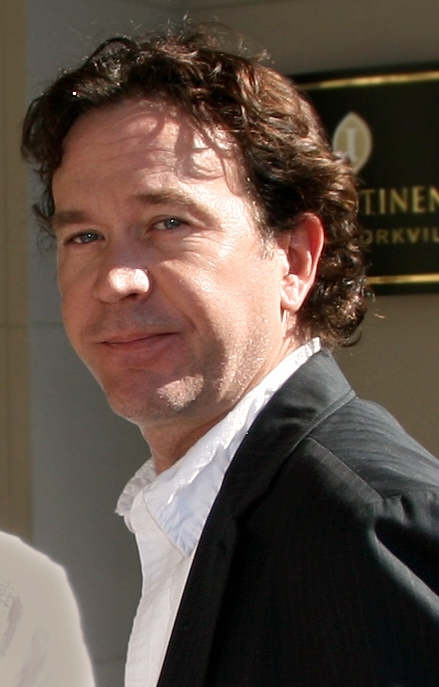
Timothy Hutton interprète Emmett Crawford.

### Invités
Version française
- Société de doublage : Dubbing Brothers[8],[9]
- Direction artistique : Pascale Vital[8],[9]
- Adaptation des dialogues : Jérôme Dalotel et Jonathan Amram[8]

 Source et légende : version française (VF) sur RS Doublage et  Doublage Séries Database

## Production

### Développement
Le projet a débuté en août 2013 et le pilote a été commandé en décembre 2013.
Le 8 mai 2014, ABC commande la série puis annonce cinq jours plus tard la diffusion le jeudi à 22 h à l'automne.
Le 9 octobre 2014, satisfait des audiences, ABC commande une saison complète, portant la saison à 15 épisodes.
Le 26 février 2015, ABC annonce le renouvellement de la série pour une seconde saison via le biais d'une bande annonce, diffusée à la suite du final de la première saison. Ensuite le 7 mai 2015, ABC annonce cette fois ci le renouvellement officiel de la série pour une deuxième saison.
Le 3 mars 2016, ABC annonce le renouvellement de la série pour une troisième saison.
Le 10 février 2017, la série est renouvelée pour une quatrième saison.
Le 3 janvier 2018, Shonda Rhimes la productrice de la série annonce sur Instagram via un cliché, où apparaissent les prénom d'Olivia Pope (Kerry Washington) et d'Annalise Keating (Viola Davis), le premier crossover de la série avec la série Scandal.
Le 11 mai 2018, ABC annonce le renouvellement de la série pour une cinquième saison.
Le 10 mai 2019, ABC annonce le renouvellement de la série pour une sixième et ultime saison.

### Attribution des rôles
La distribution débute à la fin janvier 2014. Les rôles ont été distribués dans cet ordre : Matt McGorry, Aja Naomi King, Jack Falahee, Alfred Enoch et Karla Souza, Charlie Weber, Viola Davis, Liza Weil, Katie Findlay et Billy Brown, puis Tom Verica dans un rôle récurrent.
Parmi les acteurs récurrents et invités annoncés après le tournage du pilote : Ana Ortiz, Alysia Reiner, Elizabeth Perkins, Marcia Gay Harden, Cicely Tyson et Tom Everett Scott.
Pour la deuxième saison, Kendrick Sampson (en) décroche un rôle récurrent non dévoilé, puis Famke Janssen dans le rôle d'une avocate de la défense.
En mars après le renouvellement de la série pour une saison 3 Conrad Ricamora est promu régulier pour la saison 3.
Le 20 juillet 2016, Lauren Vélez rejoint la troisième saison dans le rôle récurrent de la présidente de l'université de Middleton dans laquelle enseigne Annalise Keating.
Le 5 août 2016, Esai Morales et Amy Madigan sont invités lors de troisième saison dans des rôles non dévoilés. Le 31 août 2016, la participation de Mary J. Blige à la troisième saison est annoncée.

### Personnages
- Viola Davis dans le rôle d'Annalise Keating, une éminente avocate de la défense pénale et professeure de droit à l'université de Middleton, dont la vie a été remplie de traumatismes.
- Billy Brown dans le rôle de Nate Lahey, un détective de la police de Philadelphie qui, au début de la série, a une liaison avec Annalise.
- Alfred Enoch dans le rôle de Wes Gibbins (saisons 1 à 3 ; invité saisons 4 et 6), un étudiant en droit et membre du groupe d'étudiants privilégiés d'Annalise – les soi-disant Keating 5 – et envers qui elle se sent particulièrement protectrice. Enoch a également joué Christopher Castillo, le fils de Wes et Laurel, dans le final de la série.
- Jack Falahee dans le rôle de Connor Walsh, un membre rusé et travailleur des Keating 5 dont l'extérieur confiant et séduisant « alpha gay » masque les insécurités.
- Katie Findlay dans le rôle de Rebecca Sutter (saison 1 ; invitée saison 2), la voisine de Wes.
- Aja Naomi King dans le rôle de Michaela Pratt, une surdouée de haut vol et membre des Keating 5 qui est déterminée à réussir sa vie.
- Matt McGorry dans le rôle d'Asher Millstone, un membre des Keating 5 issu d'un milieu WASP privilégié qui se sent exclu du groupe.
- Karla Souza dans le rôle de Laurel Castillo (saisons 1 à 5 ; saison 6 récurrente), une membre débrouillarde de Keating 5 dont le père riche et distant est la cheville ouvrière d'un empire du crime organisé.
- Charlie Weber dans le rôle de Frank Delfino, le fixeur et détective privé d'Annalise.
- Liza Weil: Bonnie Winterbottom, l'associée et bras droit d'Annalise, dont l'enfance et le début de l'âge adulte ont été remplis d'événements horribles.
- Conrad Ricamora dans le rôle d'Oliver Hampton (saisons 3 à 6 ; récurrentes saisons 1 et 2), un pirate informatique talentueux que Connor séduit et épouse plus tard.
- Rome Flynn dans le rôle de Gabriel Maddox (saisons 5 et 6 ; invité saison 4), un mystérieux jeune homme et aspirant avocat des droits civiques qui arrive à l'université de Middleton désireux d'enquêter sur Annalise et les Keating 5.
- Amirah Vann dans le rôle de Tegan Price (saisons 5 et 6 ; récurrent saison 4), un puissant avocat chez Caplan & Gold, le cabinet représentant le père de Laurel, qui développe des sentiments pour Annalise.
- Timothy Hutton dans le rôle d'Emmett Crawford (saison 5), un associé directeur chez Caplan & Gold qui développe une attirance pour Annalise.

### Fiche technique
- Titre original : How to Get Away with Murder
- Titre français : Murder
- Titre québécois : Meurtres à L’étude
- Réalisation du pilote : Michael Offer (en)
- Scénario du pilote : Peter Nowalk
- Musique : Photek[43]
- Productions déléguées : Shonda Rhimes, Peter Nowalk, Betsy Beers et Scott Collins
- Sociétés de production : Shondaland, NoWalk Entertainment, ABC Studios
- Format : couleur, 16:9 HD
- Pays d'origine :  États-Unis
- Langue originale : anglais
- Durée : 42 minutes
- Date des premières diffusions :

  - Canada et États-Unis : 24 septembre 2014 sur ABC
  - France : 30 juin 2015 sur M6
  - Belgique : depuis le 4 septembre 2015 sur RTL TVI
- Restriction du public :
  - États-Unis d'Amérique : déconseillé aux moins de 14 ans (TV-14)
  - France : déconseillé aux moins de 10 ans

## Épisodes

### Première saison (2014-2015)
1. Que le meilleur gagne (Pilot)
2. Tel père, telle fille (It's All Her Fault)
3. Les Amants terribles (Smile, or Go to Jail)
4. Les Trois Petits Cochons (Let's Get to Scooping)
5. Cheval de Troie (We're Not Friends)
6. Habeas corpus (Freakin’ Whack-a-Mole)
7. Passages à l'acte (He Deserved to Die)
8. Un pavé dans la mare (He Has a Wife)
9. Tue-moi ! (Kill Me, Kill Me, Kill Me)
10. Raskolnikov (Hello, Raskolnikov)
11. Le Silence est d'or (Best Christmas Ever)
12. Flic un jour, flic toujours (She's a Murderer)
13. Maman est là maintenant (Mama's Here Now)
14. Ainsi soit-il (The Night Lila Died)
15. Tout est ma faute (It's All My Fault)

### Deuxième saison (2015-2016)
Elle a été diffusée du 24 septembre 2015 au 17 mars 2016 sur ABC, aux États-Unis.
1. Parricide (It's Time to Move On)
2. Chasse aux sorcières (She's Dying)
3. La Position de la pieuvre (It’s Called the Octopus)
4. L'Arroseur arrosé (Shanks Get Shanked)
5. Le Secret de Bonnie (Meet Bonnie)
6. Cartes sur table (Two Birds, One Millstone)
7. Au bord du gouffre (I Want You to Die)
8. Sur écoute (Hi, I'm Philip)
9. La Gâchette facile (What Did We Do ?)
10. Baby blues (What Happened to You, Annalise ?)
11. La Fronde (She Hates Us)
12. Le piège se referme (It's a Trap)
13. Le Couteau dans la plaie (Something Bad Happened)
14. L'Affaire Mahoney (There's My Baby)
15. Au royaume des cieux (Anna Mae)

Source titre VF : Itunes

### Troisième saison (2016-2017)
Elle a été diffusée du 22 septembre 2016 au 23 février 2017 sur ABC, aux États-Unis.
1. À feu et à sang (We're Good People Now)
2. La Parole libérée (There Are Worse Things Than Murder)
3. Les jeux sont faits (Always Bet Black)
4. Ne dis rien à Annalise (Don't Tell Annalise)
5. Boire et déboires (It's About Frank)
6. Le Nerf de la guerre (Is Somebody Really Dead?)
7. L'Amour poison (Call It Mother's Intuition)
8. L'Alibi (No More Blood)
9. La Mort dans l'âme (Who’s Dead?)
10. Derrière les barreaux (We're Bad People)
11. Le Temps des aveux (Not Everything's About Annalise)
12. Allez pleurer ailleurs (Go Cry Somewhere Else)
13. Bras de fer (It's War)
14. L'erreur est humaine (He Made a Terrible Mistake)
15. In memoriam (Wes)

### Quatrième saison (2017-2018)
Elle a été diffusée du 28 septembre 2017 au 15 mars 2018 sur ABC, aux États-Unis.
1. À chacun son chemin (I'm Going Away)
2. L'Épreuve de la meute (I'm Not Her)
3. Pour le bien de tous (It's for the Greater Good)
4. Cavaliers seuls (Was She Ever Good at Her Job?)
5. Je l'aime encore (I Love Her)
6. À bout de forces (Stay Strong, Mama)
7. Personne ne soutient Goliath (Nobody Roots for Goliath)
8. Respire ! (Live. Live. Live.)
9. Sous tutelle (He's Dead)
10. L'Impasse (Everything We Did Was for Nothing)
11. Mauvaise mère (He's a Bad Father)
12. Stella (Ask Him About Stella)
13. Bataille suprême (Lahey v. Commonwealth of Pennsylvania)
Fin du Crossover avec Scandal S07E12 - Permettez-moi de me représenter
14. Les Dernières Heures (The Day Before He Died)
15. En mémoire de Wes (Nobody Else Is Dying)

### Cinquième saison (2018-2019)
Elle a été diffusée du 27 septembre 2018 au 28 février 2019 sur ABC, aux États-Unis.
1. Le Prix à payer (Your Funeral)
2. Un mariage sanglant (Whose Blood Is That?)
3. Histoires de famille (The Baby Was Never Dead)
4. Des pères et des fils (It's Her Kid)
5. La Pire Journée de ma vie (It Was the Worst Day of My Life)
6. Protéger (We Can Find Him)
7. Machiavelle (I Got Played)
8. Jusqu'au dernier jour (I Want to Love You Until the Day I Die)
9. Trahison (He Betrayed Us Both)
10. Un cafard noir (Don't Go Dark on Me)
11. Le Choix du martyr (Be the Martyr)
12. Pression et compromission (We Know Everything)
13. Joyeux Noël (Where Are Your Parents?)
14. L'Ennemi (Make Me the Enemy)
15. L'Enfer des vivants (Please Say No One Else Is Dead)

### Sixième saison (2019-2020)
Cette saison, qui sera la dernière, est diffusée depuis le 26 septembre 2019.
1. Dites adieu (Say Goodbye)
2. Vivian est là (Vivian's Here)
3. Tu crois que je suis mauvais ? (Do You Think I'm a Bad Man?)
4. Je déteste ce monde (I Hate the World)
5. On va tous tomber (We're All Gonna Die)
6. La Famille, ça craint (Family Sucks)
7. C'est moi le meurtrier (I'm the Murderer)
8. Je veux être libre (I Want to Be Free)
9. C'est toi la taupe ? (Are You the Mole?)
10. On ne s'en sortira pas (We're Not Getting Away with It)
11. L'heure du jugement dernier (The Reckoning)
12. Réglons-lui son compte (Let's Hurt Him)
13. Et si Sam n'était pas le méchant tout ce temps ? (What If Sam Wasn't the Bad Guy This Whole Time?)
14. Annalise Keating est morte (Annalise Keating is Dead)
15. Reste (Stay)

## Audiences

### Aux États-Unis
Le 25 septembre 2014, ABC diffuse l’épisode pilote qui fait un excellent démarrage en rassemblant 14,12 millions de téléspectateurs avec un taux de 3,8 % sur les 18-49 ans qui sont la cible fétiche des annonceurs ; cela permet à ABC de réaliser son meilleur lancement d'une série depuis 2007. Ensuite, les audiences se sont stabilisées autour des 10 millions de fidèles, pour réunir en moyenne 10,4 millions de téléspectateurs, pour la première partie de la saison. La deuxième partie de saison quant à elle connait une baisse de régime en oscilant entre 8 et 9 millions de téléspectateurs. La première saison a réuni en moyenne 9,80 millions de téléspectateurs.
La deuxième saison, revient le 24 septembre 2015, en baisse devant 8,38 millions de fidèles avec un taux de 2,6 % sur les 18/49 ans. Ensuite les neuf épisodes diffusée l'automne ont oscillé autour des 7 millions.
Lors de son retour en février 2016, la série revient au plus bas devant 5,82 millions de téléspectateurs, avec un taux de 1,8 % sur la cible commerciale, ensuite la série descend sous les 5 millions et réalise sa pire audience lors du treizième épisode qui rassemble 4,53 millions d’américains et 1,4 % sur les 18/49 ans. Puis le final de la saison repasse la barre des 5 millions avec 5,29 millions de fidèles. En moyenne cette deuxième saison a rassemblé 6,30 millions de téléspectateurs, soit une perte de 3,5 millions de fidèles.
Pour des raisons techniques, il est temporairement impossible d'afficher le graphique qui aurait dû être présenté ici.

### En France
Le 30 juin 2015, M6 diffuse les quatre premiers épisodes. Les deux premiers réalisent en moyenne un excellent démarrage en rassemblant 3,2 millions de téléspectateurs, avec un taux de 14,8 % sur les 4 ans et plus, et 25,3 % sur les ménagères de moins de 50 ans qui sont la cible fétiche des annonceurs ; cela permet à M6 de se placer en tête sur cette cible. Diffusé par la suite le lendemain, non en prime-time mais vers 23 h, où la série est préservée à cet horaire durant tout le reste de la saison 1, les audiences se sont effondrées. Murder est ensuite rediffusée sur W9 en mars 2016. Les audiences qui tournaient autour de 212 000 téléspectateurs sont alors jugées insuffisantes par la chaîne, qui déprogramme la série deux semaines après le début de la diffusion.
Pour des raisons techniques, il est temporairement impossible d'afficher le graphique qui aurait dû être présenté ici.

## Réception critique
| Saison | Saison | Critique               | Critique              |
| Saison | Saison | Rotten Tomatoes        | Metacritic            |
| ------ | ------ | ---------------------- | --------------------- |
|        | 1      | 7,13/10 (55 critiques) | 68/100 (30 critiques) |
|        | 2      | 8,21/10 (87 critiques) |                       |
|        | 3      | 7,52/10 (30 critiques) |                       |
|        | 4      | 7,9/10 (8 critiques)   |                       |

## Distinctions
Sauf indication contraire, les informations mentionnées dans cette section peuvent être confirmées par la base de données cinématographiques IMDb,  présente dans la section « Liens externes ».
- En 2015, Viola Davis s'est distinguée en étant la première Afro-Américaine à être lauréate du Emmy Award de la meilleure actrice dans une série dramatique.

### Récompenses
- American Film Institute Awards 2014 : série télévisée de l'année
- African-American Film Critics Association 2015 : meilleure série télévisée dramatique
- People's Choice Awards 2015 : meilleure actrice dans une nouvelle série télévisée pour Viola Davis
- NAACP Image Awards 2015 (en) :
  - meilleure série télévisée
  - meilleure actrice dans une série télévisée dramatique pour Viola Davis
  - meilleur scénariste dans une série télévisée dramatique pour Erika Green Swafford (épisode Les trois petits cochons)
- Screen Actors Guild Awards 2015 : meilleure actrice dans une série télévisée dramatique pour Viola Davis
- 22e cérémonie des Screen Actors Guild Awards 2016 : meilleure actrice dans une série télévisée dramatique pour Viola Davis
- GLAAD Media Awards 2015 : meilleure série télévisée dramatique
- Primetime Emmy Awards 2015 : meilleure actrice pour Viola Davis
- 22e cérémonie des Screen Actors Guild Awards 2016 : meilleure actrice dans une série télévisée dramatique pour Viola Davis

### Nominations
- Primetime Emmy Awards 2015 : meilleure actrice invitée dans une série télévisée dramatique pour Cicely Tyson
- People's Choice Awards 2015 : nouvelle série télévisée dramatique préférée
- NAACP Image Awards 2015 :
  - meilleure actrice dans un second rôle dans une série dramatique pour Aja Naomi King
  - meilleur acteur dans un second rôle dans une série dramatique pour Alfred Enoch
- Golden Globes 2015 : meilleure actrice dans une série télévisée dramatique pour Viola Davis
- Critics' Choice Television Awards 2015 :
  - meilleure actrice dans une série télévisée dramatique pour Viola Davis
  - meilleur invité dans une série télévisée dramatique pour Cicely Tyson
- BET Awards 2015 : meilleure actrice pour Viola Davis
- Gold Derby Awards 2015 :
- meilleure actrice invitée dans une série télévisée dramatique pour Cicely Tyson
- meilleure actrice dans une série télévisée dramatique pour Viola Davis
- BET Awards 2016 : meilleure actrice pour Viola Davis
- Critics' Choice Television Awards 2016 : meilleure actrice dans une série télévisée dramatique pour Viola Davis
- Primetime Emmy Awards 2016 : meilleure actrice pour Viola Davis
- Gold Derby Awards 2016 :
- meilleure actrice invitée dans une série télévisée dramatique pour Famke Janssen
- meilleure actrice dans une série télévisée dramatique pour Viola Davis
- GLAAD Media Awards 2016 : meilleure série télévisée dramatique
- 69e cérémonie des Primetime Emmy Awards 2017 :
  - meilleure actrice dans une série télévisée dramatique pour Viola Davis
  - meilleure actrice invitée dans une série télévisée dramatique pour Cicely Tyson
- 2017 : 43e cérémonie des People's Choice Awards : série dramatique préférée
- BET Awards 2017 : meilleure actrice pour Viola Davis
- Black Reel Awards 2017 :
  - meilleure actrice dans une série télévisée dramatique pour Viola Davis
  - meilleur scénario dans une série télévisée dramatique pour Angela Robinson
- GLAAD Media Awards 2017 : meilleure série télévisée dramatique
- NAACP Image Awards 2017 :
  - meilleure actrice dans une série télévisée dramatique pour Viola Davis
  - meilleure actrice dans un second rôle dans une série télévisée dramatique pour Cicely Tyson
  - meilleur acteur dans un second rôle dans une série télévisée dramatique pour Alfred Enoch
- NAACP Image Awards 2018 : meilleure actrice dans une série télévisée dramatique pour Viola Davis

## Produits dérivés

### Sorties en DVD
| Intitulé du coffret                 | Nombre d'épisodes | Dates de sortie     | Dates de sortie  | Nombre de disques   | Nombre de disques | Société de distribution |
| Intitulé du coffret                 | Nombre d'épisodes | États-Unis (Zone 1) | France (Zone 2)  | États-Unis (Zone 1) | France (Zone 2)   | Société de distribution |
| ----------------------------------- | ----------------- | ------------------- | ---------------- | ------------------- | ----------------- | ----------------------- |
| Murder - L’Intégrale de la saison 1 | 15                | 4 août 2015         | 17 novembre 2015 | 4                   | 4                 | ABC Studios             |
| Murder - L’Intégrale de la saison 2 | 15                | 21 juin 2016        | 22 mars 2017     | 4                   | 4                 | ABC Studios             |

## Œuvres inspirées de la série
La vidéo de Wil Aime La Friendzone est inspirée de la scène d'ouverture du premier épisode de la série, le cours de droit criminel introduit par la phrase « comment s'en sortir en ayant commis un meurtre » devant un cours de psychologie sociale introduit par « comment sortir de la friendzone ».